# Fruita de closca

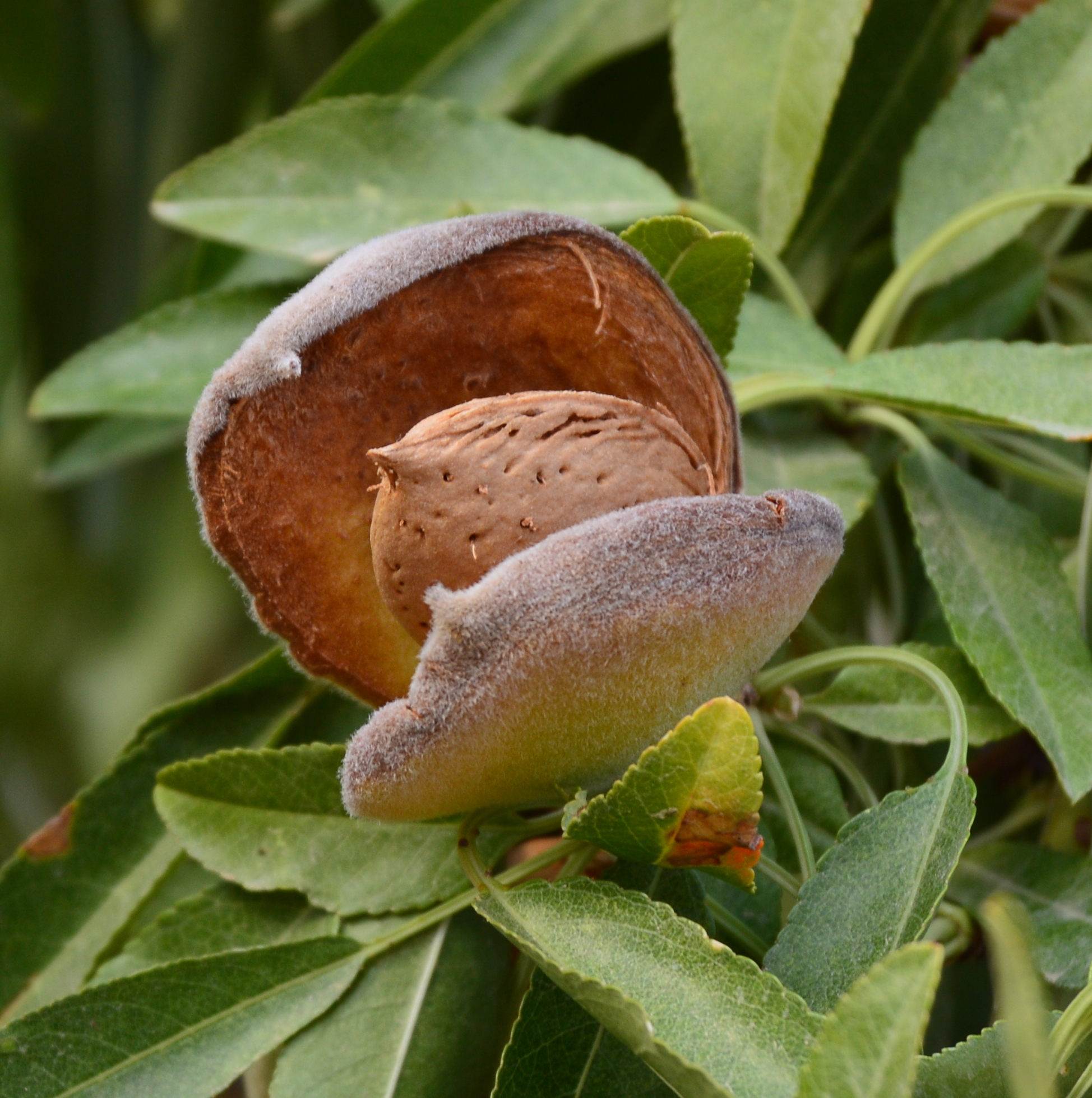
Ametlla madura encara a l'ametller.

Les fruites de closca són aquelles fruites que tenen una closca relativament dura i impermeable que protegeix la part comestible. Aquesta mena de fruites (ametlles, nous, avellanes, pinyons, festucs, ...) han format part de l'alimentació humana des d'èpoques primitives.
Des del punt de vista nutricional aporten valors energètics molt grans i oligoelements molt interessants. Els seus greixos son insaturats i són considerats beneficiosos. Un aspecte negatiu és que algunes fruites amb closca provoquen al·lèrgies (a vegades molt greus) en algunes persones.

## Llista de fruites amb closca

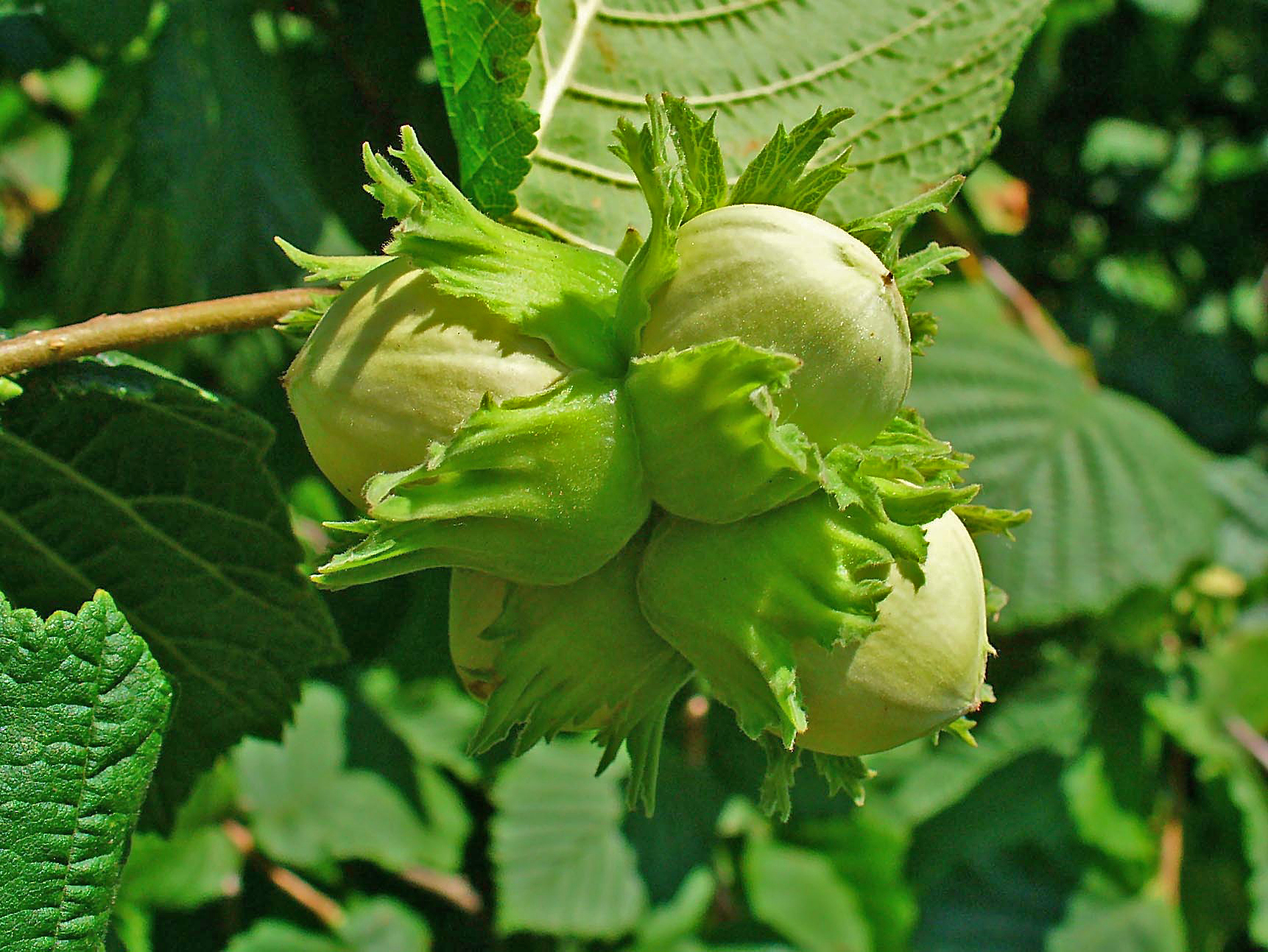
Avellanes verdes a l'arbre.

Des d'un punt de vista popular i sense base científica, una mostra de les fruites amb closca més freqüents és la següent:
- Ametlla.
  - Les ametlles són fruites tradicionals, especialment en el Mediterrani. Es poden menjar verdes (collides tendres de l'arbre, en forma d'ametllons; es menja tota la fruita: la pell externa, la closca encara tendra i l'ametlla interior), tendres però ja endurides (cal trencar la closca i separar la pell interna, que és molt amarga), madures crues i torrades. Poden menjar-se dolces (garapinyades) o salades (passades per la paella).
  - Formen part de la picada[3] i s'afegeixen a molts dolços, xocolates i pastissos. Hi ha receptes que inclouen ametlles acompanyant el tall principal. Per exemple conill i pollastre amb ametlles.[4]
  - Les ametlles són ingredient indispensable del massapà i de les varietats més importants del torrons i panellets.
  - La llet d'ametlles és un recurs important com a alternativa a la llet ordinària.[5]
- Avellana
  - Les avellanes es mengen crues (tendres o seques) o torrades. Formen part de moltes picades, s'afegeixen a algunes peces de xocolata i són típiques dels torrons d'Agramunt.
- Faja/fages
  - Comestibles per humans i animals. D'un gust semblant al de les nous cal consumir aquestes fruites amb moderació.[6][7]
  - [8][9][10]
- Castanya
  - Les castanyes es poden menjar soles, crues i torrades. També formen part de moltes receptes culinàries, en estofats o en puré. Com a postre de prestigi són famoses les anomenades marron glacés en francès, que són castanyes confitades.[11]
- Gla. Actualment l'aplicació més coneguda és en el procés d'engreix de porcs ibèrics.[12] Són preuats els pernils anomenats d'aglà.[13]
- Núcula dels Lithocarpus
- Gla de tanoak
- Nou del Brasil
- Aleurites moluccana
- Avellana de Xile
- Macadàmia.[14]
  - Les nous de macadàmia són tòxiques per als gossos.[15]
- Nou de pacaner
- Nou de mongongo
- Cacauet
- Canarium ovatum
- Pinyó
- Festuc[16][17]
  - El terme català tradicional probablement prové de l'àrab festok.[18] Es menja torrat, amb sal o sense. I s'ha incorporat a molts dolços tradicionals. El gelat de festuc és típic.[19]
- Nou
  - Un bocí de pa i algunes nous és una menja tan senzilla com exquisida. Hi ha una narració catalana per a promoure la frugalitat que parla d'una suposada marquesa de Tous.[20]
  - Les figues seques farcides de nous (generalment un galló[21] o mitja nou per figa) eren unes postres típiques de molts indrets.[22]
- Nou de coco
  - Els cocos tenen closca i els seu interior es pot menjar. Algunes classificacions no els inclouen en el grup de fruites amb closca comestibles. El criteri d'aquest article és diferent.

## Beneficis sanitaris
La ingesta regular de fruits amb closca (més d'un cop per setmana), segons algunes estadístiques, reduix la taxa de mortalitat (considerada des d'un punt de vista general). Aparentment hi ha una reducció dels casos d'infart de miocardi i d'accidents vasculars cerebrals. Com més consum de fruits amb closca millors són els resultats.
Hi ha diversos estudis que relacionen la influència positiva de menjar amb freqüència fruites amb closca sobre la Diabetis mellitus tipus 2. Aparentment aquest efecte es deuria a l'activitat antiinflamatòria de les fruites esmentades. Altres estudis sobre el risc de cancer de colon en dones indiquen els beneficis de menjar fruites de closca.
Un estudi de la Universitat de Babol de Ciències Mèdiques afirma que el consum d'ametlles, avellanes i nous proporcionen macronutrients, micronutrients i fitoquímics que combaten l'amiloidogènesi, la fosforilació tau i l'estrès oxidatiu, que són mecanismes d'avanç de la malaltia d'Alzheimer. El mateix estudi afirma que alguns manuscrits de la medicina tradicional persa protegeixen l'activitat cerebral i, en el cas particular de l'avellana, pot revertir l'atròfia cerebral.
Les fruites de closca, i en especial les nous, tenen un gran poder antioxidant; en l'estudi es van analitzar i comparar nous, festucs, mantega de cacauet, cacauets, pacanes, nous de macadàmia, avellanes, anacards, nous de Brasil i ametlles.

### Efectes negatius
El consum de fruits de closca poden suposar una exposició a al·lergogens, la qual cosa pot provocar reaccions anafilàctiques greus, i fins i tot mortals. Els dos al·lergògens més presents a les fruites de closca són l'albúmina 2 S i la vicilina. Aquestes al·lèrgies són cada cop més freqüents, ja que l'increment en el consum d'aquests aliments ve motivat per la seva inclusió a cada vegada més receptes de la indústria agroalimentària. En els països desenvolupats la freqüència de les al·lèrgies als fruits de closca varia entre el 6,5 i el 30%. A escala mundial, la prevalència és d'aproximadament un 1%.
Els símptomes d'una reacció al·lèrgica als fruits de closca inclouen: degoteig nasal, erupcions, sensació de formigueig a la llengua, dificultat per respirar o deglutir, baixada de la pressió arterial, mareigs, vòmits i diarrea. Aquests símptomes poden aparèixer entre pocs segons i vàries hores després de la ingesta, i llur gravetat depèn de l'al·lergogen, l'edat, l'existència o no d'una exposició prèvia.
Existeixen estudis sobre els al·lergògens que provoquen les reaccions al·lèrgiques; això depèn del tipus de fruita de closca en qüestió. Per exemple, en el cas de l'avellana és la proteïna Cor a 1; en el cas de l'ametlla, l'amandina; i en la nou, el Jug r 1.
El Reglament (UE) núm.1169/2011 del Parlament Europeu i del Consell obliga a informar al consumidor sobre la presència d'al·lergògens de fruit de closca en els productes disponibles per a la venda.

## Composició
Les fruites amb closca són molt riques en greixos mono-insaturats i poli-insaturats (bons per a la salut), i pobres en greixos saturats (que són els que contribueixen a l'elevació de la taxa de colesterol).
A més dels greixos, les proteïnes i les fibres, cada tipus de fruita de closca té una composició particular de vitamines i minerals. La majoria de fruites presenten quantitats notables dels compostos següents:
- vitamina E
- àcid fòlic
- magnesi

En molts casos hi ha altres components beneficiosos per a la salut humana: esterols vegetals, fitoestrògens i determinats fitonutrients considerats molt importants en el correcte funcionament del cor.
Les nous són més saludables quan estan sense torrar, perquè el procés de torrat destrueix significativament els greixos. Les nous sense torrar tenen el doble d'antioxidants que altres nous o llavors.
Aquesta taula mostra el percentatge de diversos nutrients continguts en quatre fruits de closca sense torrar: 
| Nom      | Proteïna | Greixos totals | Gr.saturats | Gr.poliinsaturats | Gr.monoinsaturats | Carbohidrats |
| -------- | -------- | -------------- | ----------- | ----------------- | ----------------- | ------------ |
| Ametlles | 21,26    | 50,64          | 3,881       | 12,214            | 32,155            | 28,1         |
| Nous     | 15,23    | 65,21          | 6,126       | 47,174            | 8,933             | 19,56        |
| Cacauets | 23,68    | 49,66          | 6,893       | 15,694            | 24,64             | 26,66        |
| Festucs  | 20,61    | 44,44          | 5,44        | 13,455            | 23,319            | 34,95        |

## Usos de les closques
Les closques són un subproducte del consum de les fruites que en tenen. En grans quantitats tenen un cert valor econòmic i es poden reciclar. Els usos més freqüents són els següents.

### Combustible
La major part de closques cremen bé i tenen un poder calorífic semblant al de la fusta. Moltes estufes funcionen correctament amb closques. En petites quantitats eren ideals per a encendre el foc de les antigues llars.
- El poder calorífic de les closques d'ametlla és de 4.000 kcal/kg.[34] El poder calorífic de les fustes varia entre 3.300/3.600 kcal/kg.

S'ha demostrat que es pot fer servir una combinació de combustible dièsel i closca d'anacard (a manera de biodièsel) per fer funcionar un motor Dièsel, amb una eficiència energètica similar a la de l'ús exclusiu del combustible fòssil. La proporció òptima és d'un 25% d'oli de closca d'anacard i un 75% de combustible dièsel. Tot i això, l'ús d'aquest oli vegetal pot comprometre la durabilitat i fiabilitat dels motors on s'usen.

#### Producció degas pobre
En temps d'escassetat de gasolina (en la post guerra espanyola per exemple) molts gasogens per a vehicles automòbils funcionaven amb closques. Principalment en les zones de producció d'ametlles i avellanes.
- Hi ha gasògens industrials amb una producció molt més gran. A Móra d'Ebre n'hi ha un de 500 kW que funciona amb closques d'ametlles.[38][39]

### En estat granulat fi
Un cop separada la part comestible, les closques es poden triturar per a formar granulats de gruixos diferents. Els granulats poden emprar-se de formes diferents.
- Afegint-los als sòls agrícoles a manera d'adob.
- Afegint-los a morters de construcció. Per a rebaixar la densitat i millorar les propietats aïllants.
- En operacions de sorrejat de peces metàl·liques.
- Emprant-los com a càrrega de materials compòsits, barrejant-los amb resines sintètiques.
  - Durant alguns anys una empresa catalana fabricava taüts amb closques d'ametlla.[40] Va patentar un producte (anomenat Maderón) que també podia servir per a altres funcions.[41]

## Història
Algunes aglans han format part de l'alimentació de diversos grups humans.
El tirà de Siracusa Dionís el Vell, obsessionat per la por de ser assassinat, s'arreglava la barba i els cabells cremant les puntes dels pèls amb closques de nou enceses.
Els fruits de closa, com les ametlles naturals, Euryale ferox, castanyes d'aigua, aglans, festucs i trapes, eren part essencial de l'alimentació humana ja fa uns 780.000 anys. Es creu que els humans prehistòrics ja van desenvolupar una sèrie d'eines per trencar i obrir fruits de closca durant el Pleistocè. Els fruits de l'Aesculus California ja formaven part de l'alimentació dels indis de Califòrnia durant el període de fam que va succeir després de la ingesta de substàncies nocives contingudes en els únics aliments de què disposaven. Les eines que feien servir consistien en una pedra amb una depressió on col·locaven el fruit, que després colpejaven amb una altra pedra. Les varietats que empraven com a aliment eren les fages, castanyes i nous. Després de menjar-les, utilitzaven les closques com a combustible.
Les nous són originàries de l'Iraq, fa uns 50.000 anys. Els grecs i els romans els atorgaven un gran valor, i de fet els romans consideraven que les nous eren el menjar dels déus. S'utilitzaven per a fer olis i per a espessir altres elaboracions. Les nous foren portades a Califòrnia pels franciscans al segle xviii. S'han trobat restes arqueològiques de pacanes a Texas, datades de fa uns 6000 anys. L'avellana era considerada un aliment que Déu va facilitar als humans a la Xina de l'any 2838 aC. Fou introduïda a Amèrica l'any 1629 en un carregament de llavors. Els historiadors afirmen que les ametlles s'han trobat en restes arqueològiques de Xipre i Grècia. Es diu que el massapà àrab fou introduït a Europa pels participants a les croades en els segles XI a XIII. Els anacards són originaris de Brasil, però des del segle xvi s'ha cultivat profusament a l'Índia i a Àfrica. Fou introduïda a les Filipines per comerciants espanyols. Les primeres referències a les nous de Brasil són de 1569. Foren introduïdes a Europa des del sud d'Amèrica durant la segona meitat del segle xvii.

## Cultura
Donat que el fruit de la nou s'assembla a un cervell humà, a Babilònia se'n va prohibir el consum. Segons Heròdot, els sacerdots creien que les persones que menjaven nous esdevenien més intel·ligents. Als seus diàlegs sobre l'Atlàntida, Plató afirmava que les nous pensaven, s'arrossegaven i s'amaguen dels recol·lectors, i Sven Hedin, un viatger suec, creia que les nous verdes ploraven.
En rus existeix l'expressió «крепкий орешек» (krepkiy oreshek, literalment "nou dura"), per tal de referir-se a la dificultat de trencar la closca d'algunes nous i obtenir-ne la part comestible.

### En la literatura
En el conte El trencanous i el rei dels ratolins (en alemany: Nussknacker und Mausekönig), escrit per Ernst Theodor Amadeus Hoffmann l'any 1816, un dels personatges principals és un ninot trencanous.

### En heràldica
- L'escut d'armes que portava Elcano en l'expedició de Magalhães al voltant del món incloïa un globus, dues branques de canyella, dotze claus i tres nous moscades.[48]
- L'escut d'armes de l'estat de Texas està decorat amb una branca plena de nous pacanes, ja que és el major productor d'aquest fruit.[49]
- L'escut d'armes d'Orékhovo-Zúievo inclou la branca daurada de l'avellaner amb dos fruits, simbolitzant l'antiga vila d'Orékhovo, ara part de la viutat d'Orékhovo-Zúievo.[50]
- L'escut d'armes de la ciutat de Krasnoznamensk i del districte de Krasnoznamensky, a la regió de Kaliningrad, inclou, com a figura heràldica principal, un trifoli amb tres nous daurades, que simbolitzen la bona sort que porten els llocs coberts d'avellanes.[51]
- L'emblema de la municipalitat Orékhovo-Borisovo Yuzhnoye inclou tres avellanes en tres fulles.
- La castanya d'aigua està inclosa en l'escut d'armes del districte municipal de Novokhopiorsk, a l'óblast de Vorónej.[52]
- En l'escut d'armes del districte d'Ust-Kulomsky de la República de Komi, la nou simbolitza la fertilitat, l'energia vital, i el començament. La nou està sostinguda per un esquirol, que simbolitza l'abundància dels boscos de la zona.[53]

## Galeria d'imatges

Escut de Texas
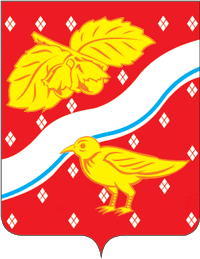
Escut d'armes d'Orékhovo-Zúievo
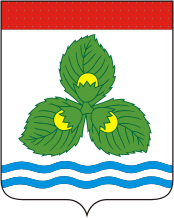
Escut d'armes de Krasnoznamensk
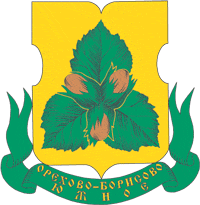
Escut d'armes d'Orékhovo-Borisovo Yuzhnoye
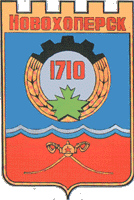
Escut d'armes de Novokhopiorsk